# Обратимый процесс
Обратимый процесс — равновесный термодинамический процесс, который может проходить как в прямом, так и в обратном направлении, проходя через одинаковые промежуточные состояния, причём система возвращается в исходное состояние без затрат энергии, и в окружающей среде не остаётся макроскопических изменений. Количественным критерием обратимости/необратимости процесса служит возникновение энтропии — эта величина равна нулю при отсутствии необратимых процессов в термодинамической системе и положительна при их наличии.
Обратимый процесс можно в любой момент заставить протекать в обратном направлении, изменив какую-либо независимую переменную на бесконечно малую величину.
Обратимые процессы имеют максимальный коэффициент полезного действия (КПД). Бо́льший КПД от системы получить невозможно. Это придаёт обратимым процессам теоретическую важность. На практике обратимый процесс реализовать невозможно. Он протекает бесконечно медленно, и можно только приблизиться к нему.
В термодинамике примером тепловой машины, работающей только по обратимым процессам, является машина Карно, состоящая из двух адиабат и двух изотерм. В адиабатических процессах никакого обмена энергией с окружающей средой не происходит. В изотермических процессах теплообмен между окружающей средой (нагревателем, при расширении, и холодильником, при сжатии) и рабочим телом проходит между телами, имеющими одну и ту же температуру. Это важный момент, так как если теплообмен происходит между телами с разной температурой, он является необратимым (второе начало термодинамики).
Термодинамическая обратимость процесса отличается от химической обратимости. Химическая обратимость характеризует направление процесса, а термодинамическая — способ его проведения.
Понятия равновесного состояния и обратимого процесса играют большую роль в термодинамике. Все количественные выводы термодинамики применимы только к равновесным состояниям и обратимым процессам.
В состоянии химического равновесия скорость прямой реакции равна скорости обратной реакции!
Существуют определённые ограничения, связанные с направлением протекания процессов в природе. Так, энергия путём теплообмена самопроизвольно переходит от горячего тела к более холодному, а обратный процесс сам по себе не происходит, то есть он необратим.

## Терминологические замечания
Понятийный аппарат, используемый в том или ином руководстве по классической термодинамике, существенным образом зависит от системы построения/изложения данной дисциплины, используемой или подразумеваемой автором конкретного пособия. Последователи Р. Клаузиуса строят/излагают термодинамику как теорию обратимых процессов, последователи К. Каратеодори — как теорию квазистатических процессов, а последователи Дж. У. Гиббса — как теорию равновесных состояний и процессов. Ясно, что, несмотря на применение различных описательных дефиниций идеальных термодинамических процессов — обратимых, квазистатических и равновесных, — которыми оперируют  упомянутые выше термодинамические аксиоматики, в любой из них все построения классической термодинамики имеют своим итогом один и тот же математический аппарат. Де-факто это означает, что за пределами чисто теоретических рассуждений, то есть в прикладной термодинамике, термины «обратимый процесс», «равновесный процесс» и «квазистатический процесс» рассматривают как синонимы: всякий равновесный (квазистатический процесс) процесс является обратимым, и наоборот, любой обратимый процесс является равновесным (квазистатическим).

## Примеры
Выпечка пирога — необратимый процесс.
Гидролиз солей — обратимый процесс.